# Élodie Woock
Élodie Woock (* 13. Januar 1976 in Mont-Saint-Aignan, Département Seine-Maritime) ist eine ehemalige französische Fußballspielerin, die mit ihren Vereinen fünf nationale Meistertitel und zweimal den Landespokal gewonnen hat. Außerdem gehörte sie bis in das 21. Jahrhundert hinein zu den 20 am häufigsten eingesetzten Nationalspielerinnen Frankreichs. Seither ist sie als Trainerin tätig.

## Vereinskarriere
Die nahe Rouen geborene Élodie Woock war eine schon in jungen Jahren vielseitige und hochbegabte Sportlerin. Im Tennis belegte sie als 13-Jährige Platz 15 der französischen Rangliste; bald darauf setzte sie ihr „Interesse, nicht nur gegen andere, sondern auch mit anderen zusammen zu spielen“, in die Tat um und schloss sich den Basketballern der US Colomiers an. Noch als Jugendliche und trotz ihrer lediglich 1,62 m Körpergröße spielte sie mit diesem in der dritthöchsten Liga Frankreichs. Zum Fußball kam sie erst mit 18, als sie sich überreden ließ, in einer Frauenmannschaft der Universität Toulouse einzuspringen, wo sie ihre Ausbildung zur Lehrerin aufgenommen hatte. Von da an entwickelte sich ihre Leistungssportkarriere rasend schnell; der Erstligist Toulouse Olympique Aviation Club verpflichtete Woock noch im selben Jahr (1994), und keine zwölf Monate später debütierte sie bereits in Frankreichs A-Nationalteam (siehe unten).
In den folgenden acht Jahren spielte sie bei TOAC, einem dem Flugzeugbauer Aérospatiale eng verbundenen Verein, der sich ab 1996 Toulouse Olympique Aérospatiale Club nannte und dessen Frauenabteilung sich 2001 dem FC Toulouse anschloss. 1999 gelang der in Mittelfeld oder Abwehr eingesetzten Élodie Woock dann auch der erste Gewinn der französischen Meisterschaft, die Toulouse in den folgenden drei Spielzeiten jeweils zu verteidigen vermochte. Daneben verdiente sie nach abgeschlossenem Studium ihren Lebensunterhalt als Sportlehrerin. Als mit der Saison 2001/02 in Frankreich auch für Frauen ein Landespokalwettbewerb eingeführt wurde, hieß dessen erster Sieger „Téfécé“ – so die gebräuchliche französische Abkürzung für den Toulouse Football Club –, und in Verbindung mit dem gleichzeitigen Meistertitel in der Division 1 gehörte Woock auch zu den ersten Gewinnerinnen des Doublé.
Vor der Saison 2002/03 empfahl Frankreichs Nationaltrainerin Élisabeth Loisel ihren Stammspielerinnen, sich in einer der starken ausländischen Frauenligen zu bewähren, um sich durch die dort stärkere Konkurrenz fortzuentwickeln. Élodie Woock, der zu dieser Zeit auch ein Angebot von Arsenal London vorlag, folgte diesem Rat und unterzeichnete einen Vertrag beim 1. FFC Frankfurt. Dass die Frankfurterinnen, deren Kader mit Spielerinnen von anerkannter Klasse wie Birgit Prinz, Steffi Jones, Renate Lingor, Louise Hansen, Sandra Minnert und den wunderlichen Schwestern Pia und Tina regelrecht „gespickt“ war, eine Frau aus dem damals im internationalen Vergleich nur zweitklassigen Frankreich verpflichtete, begründete deren Trainerin Monika Staab mit Woocks individuellen Qualitäten:

„In Élodie vereinen sich gute technische Fähigkeiten mit einer kämpferischen Einstellung und dem Ehrgeiz, sich immer weiter zu verbessern. Zudem kann sie ein Spiel schneller als andere lesen. Das ist umso faszinierender, als sie nicht mit dem Fußballsport groß geworden ist.“

Von diesen Eigenschaften hatten die Deutschen sich bereits kurz vorher ein Bild machen können, als sie Toulouse im Halbfinale des europäischen Meisterinnenwettbewerbs erst nach zwei engen Matches ausschalten konnten. Auf ganz ähnliche Weise waren eine Runde zuvor auch die Arsenal-Ladies auf sie aufmerksam geworden. Mit Frankfurt gewann Woock, die nebenbei, um ihre „Freizeit sinnvoll [zu] füllen“, eine Mädchenmannschaft des 1. FFC trainierte und schon nach wenigen Monaten in der Lage war, Interviews in fließendem Deutsch zu geben, am Ende der Saison sowohl die deutsche Meisterschaft als auch den DFB-Pokal, in dem sie im Endspiel gegen den FCR 2001 Duisburg nach einer knappen halben Stunde eingewechselt wurde. Zudem erreichte sie erneut auch das Europapokal-Halbfinale; auf dem Weg dahin hatte sie gegen die Shamrock Rovers und HJK Helsinki insgesamt drei Treffer erzielt.
Nach diesem sehr erfolgreichen Jahr kehrte sie – vor allem aus beruflichen Gründen – zum FC Toulouse zurück, in dessen Ligafrauschaft sie noch bis 2009 spielte. Weitere Titel hat sie in diesen Jahren allerdings nicht mehr gewinnen können.

## In der Nationalelf
Élodie Woock debütierte im April 1995 bei einem Länderspiel gegen Kanada in der französischen A-Auswahl, und ihre dort wie im Verein gezeigten Leistungen führten dazu, dass der damalige Nationaltrainer Aimé Mignot sie auch in sechs weiteren Begegnungen dieses Kalenderjahres berücksichtigte. Dies tat er auch bei der Europameisterschaft 1997, wo sie alle drei Spiele der Bleues in der Vorrunde bestritt, an deren Ende Frankreich lediglich aufgrund des gegenüber Spanien geringfügig schlechteren Torverhältnisses ausscheiden musste. Mignots Nachfolgerin Élisabeth Loisel machte die gerade erst 22-jährige Woock in zwei Freundschaftspartien Anfang 1998 sogar zur Spielführerin. Auch bei der Europameisterschaft 2001 gehörte sie zum Aufgebot, fehlte allerdings beim Auftaktmatch in Ulm gegen die Norwegerinnen, wurde gegen Dänemark erst zur zweiten Halbzeit eingewechselt und stand gegen Italien wieder in der Startformation.
Zwei Jahre später, im Anschluss an ihr Engagement in Frankfurt, gehörte Élodie Woock auch zu Frankreichs Kader bei der Weltmeisterschaft in den USA, für die die Französinnen sich zum ersten Mal in ihrer Länderspielgeschichte hatten qualifizieren können. Gegen Norwegen, Südkorea und Brasilien setzte Loisel sie vom Anpfiff an ein – doch auch bei Woocks drittem großen Turnier kamen die Bleues nicht über die Vorrunde hinaus. Bis in den März 2004 erhöhte sie die Zahl ihrer Länderspiele noch auf 78 und beendete anschließend ihre internationale Karriere, in der sie unter anderem zu Frankreichs bis heute (2012) höchstem Sieg, dem 14:0 gegen Algerien im Mai 1998, einen ihrer insgesamt vier Treffer beisteuerte. Gegen die deutschen Frauen hat sie nur einmal gespielt (1:0-Sieg im April 2003), gegen die Schweiz waren es zwei Begegnungen (1:1 im April 2001 sowie eine 1:2-Niederlage im August 2002).

## Palmarès als Spielerin
- Französische Meisterin: 1999, 2000, 2001, 2002
- Französische Pokalsiegerin: 2002
- Deutsche Meisterin: 2003
- Deutsche Pokalsiegerin: 2003
- 78 Länderspiele für Frankreich (4 Treffer)

## Tätigkeiten nach der Spielerinnenkarriere
Bereits als Spielerin trainierte Élodie Woock Toulouses zweite Frauenelf, die sie 2009 zur Drittligameisterschaft sowie zum Gewinn des Südfrankreich-Pokals führte und auch in der folgenden Saison weiter betreute. In der Saison 2011/12 war Woock Cheftrainerin des Zweitdivisionärs Étoile Sportive Saint-Simon und im Jahr darauf bei den Erstliga-Frauen von AF Rodez, mit denen sie den Klassenerhalt sicherte. Daneben hat Woock als Sportlehrerin gearbeitet; in diesem Beruf ist sie 2015 an der Universität Paul Sabatier beschäftigt. Ebenfalls 2015 übernahm sie die Trainerfunktion bei der männlichen B-Jugend des Toulouse Fontaines Club, der Reputation für seine gute Nachwuchsarbeit besitzt. Damit ist Élodie Woock die erste Frau auf diesem Posten in der frankreichweiten höchsten Liga dieses Jahrganges.